# Riesen-Neuguinea-Nasenbeutler

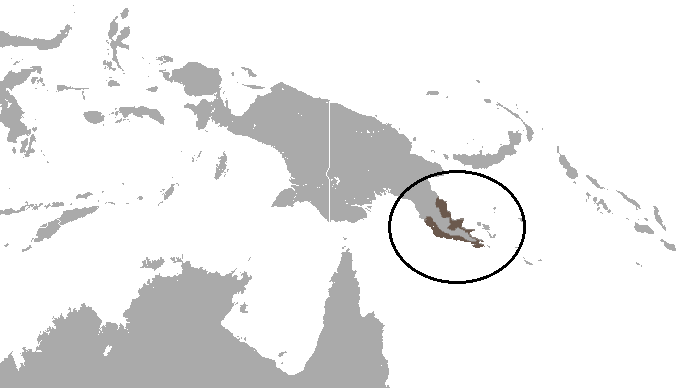
Das Verbreitungsgebiet des Riesen-Neuguinea-Nasenbeutlers im Südosten von Neuguinea

Der Riesen-Neuguinea-Nasenbeutler (Peroryctes broadbenti) ist eine Beuteltierart, die im Südosten von Neuguinea vorkommt.
Der Artzusatz im wissenschaftlichen Namen ehrt den Tiersammler Kendall Broadbent.

## Merkmale
Der Riesen-Neuguinea-Nasenbeutler erreicht eine Kopfrumpflänge von 34 bis 55,8 cm und hat einen 9,5 bis 22,9 cm langen Schwanz.  Damit ist die Art die größte aller Nasenbeutler. Sie zeigt einen deutlichen Geschlechtsdimorphismus. Die bisher gewogenen Weibchen hatten ein Gewicht von 0,94 bis 1,4 kg, während die Männchen ein Gewicht von 2,9 bis 4,9 kg erreichten. Der Hinterfuß großer Exemplare kann eine Länge von 10 cm erreichen und ist damit 20 % länger als die Hinterfüße anderer großer Nasenbeutler. Das borstige Rückenfell ist dunkel rotbräunlich gefärbt. Zum Bauch hin wird das Fell heller. Vorder- und Hinterfüße sind hell. Die Ohren sind relativ lang. Der schuppige Schwanz ist auf der Oberseite leicht behaart und auf der Unterseite mit schuppigen Tuberkeln besetzt. Die Prämolaren der Männchen sind hypertroph. Der Beutel, der acht Zitzen enthält, öffnet sich nach hinten.

## Lebensraum und Lebensweise
Die Tiere leben vor allem in Tieflandregenwäldern, meist in der Nähe von Bächen und Flüssen. Im Norden der südöstlichen Halbinsel kommen sie in Höhen bis 150 Metern vor, in den südlichen Vorbergen des Owen-Stanley-Gebirge leben sie wahrscheinlich auch in Höhen von 500 bis 1000 Metern. Die Ernährung ist bisher nicht näher untersucht worden, der Riesen-Neuguinea-Nasenbeutler ist aber wahrscheinlich, wie andere Nasenbeutler, omnivor. Bisher wurde nur einmal ein Mageninhalt untersucht, und man fand dabei Pflanzenreste. Ein untersuchtes Weibchen hatte zwei Jungtiere im Beutel. Über das Fortpflanzungsverhalten ist sonst nichts bekannt.

## Gefährdung
Die IUCN listet den Riesen-Neuguinea-Nasenbeutler wegen des seit vielen Jahren zurückgehenden Bestandes als „stark gefährdet“ (Endangered). Die meisten wissenschaftlich untersuchten Exemplare wurden in den 1950er Jahren gefangen. Riesen-Neuguinea-Nasenbeutler werden zur Gewinnung von Bushmeat bejagt und erlegte Exemplare tauchen von zeit zu Zeit selbst auf den Märkten von Port Moresby auf. Außerdem geht Lebensraum durch die Ausweitung landwirtschaftlich genutzter Flächen verloren. Obwohl es im Verbreitungsgebiet des Riesen-Neuguinea-Nasenbeutler Schutzgebiete gibt, wurde die Art dort bisher nicht nachgewiesen.